# ظهور و سقوط سلطنت پهلوی
ظهور و سقوط سلطنت پهلوی عنوان کتابی است ۲ جلدی که در سال ۱۳۶۹ توسط انتشارات مؤسسهٔ اطلاعات و مؤسسهٔ مطالعات و پژوهش‌های سیاسی منتشر شد. این کتاب تا مرداد ۱۳۹۵ به چاپ بیست و پنجم رسید و با شمارگان قریب به ۱۶۰ هزار دوره به‌عنوان پرفروش‌ترین کتاب تاریخی ایران شناخته می‌شود.
جلد اول شامل خاطرات ارتشبد حسین فردوست، دوست صمیمی محمدرضا پهلوی از دوران کودکی و رئیس دفتر ویژهٔ اطلاعات وی است که عبدالله شهبازی آن را ویرایش کرده‌است.
جلد دوم، با عنوان «جستارهایی از تاریخ معاصر ایران»، تألیف عبدالله شهبازی است. در این جلد برای اولین بار اسناد اطلاعاتی در تاریخ‌نگاری ایران مورد استفاده قرار گرفت و برخی مقاطع مهم تاریخ معاصر ایران و زندگی گروهی از رجال برجستهٔ دوران پهلوی بازگو شد.